# Eilema flammea
Eilema flammea är en fjärilsart som beskrevs av Paul Mabille 1885. Eilema flammea ingår i släktet Eilema och familjen björnspinnare. Inga underarter finns listade i Catalogue of Life.